# Álvaro Novo Ramírez
Álvaro Novo (Còrdova, 18 de maig de 1978) és un exfutbolista andalús, que ocupà la posició de migcampista.

## Trajectòria
Es va formar en les categories inferiors del Córdoba CF, però va deixar el club una vegada que va deixar de ser juvenil, ja que els tècnics del Córdoba no consideraven que estava capacitat per a donar el salt al primer equip. En 1996 va fitxar per un modest equip de Madrid, el RCD Carabanchel, on roman dos anys. En la seva segona temporada amb els madrilenys i jugant en la Segona divisió B qualla una excel·lent temporada, 37 partits jugats i 10 gols. El RCD Mallorca es fixa en ell i el fitxa per al seu segon equip, el Real Mallorca B, que en aquella temporada militava en la Segona divisió A.
En la seva segona temporada en el Mallorca B, comença a jugar els seus primers minuts en el primer equip. El seu debut amb el Mallorca en primera divisió es produïx el 17 de gener de 2000 en un partit davant el Reial Madrid. La temporada 1999-2000 arriba a disputar 6 partits de Lliga en primera divisió. La temporada 2000-01 passa a formar part de la primera plantilla del RCD Mallorca.
Al conjunt illenc, Novo viu els millors anys de la seva carrera, destapant-se com un migcampista d'exquisida qualitat. Entre 2000 i 2003 juga 101 partits de Lliga i marca 7 gols. Es converteix en una peça fonamental d'un Mallorca, que queda tercer en la Lliga (temporada 2000-01), participa en la Champions League (temporada 2001-02) i es proclama campió de la Copa del Rei de futbol (temporada 2002-03). Novo va jugar en la històrica final que va donar el primer títol de Copa de la seva història al Mallorca.
El mateix estiu del 2003, l'entrenador del Mallorca, Gregorio Manzano, va fitxar per l'Atlètic de Madrid i un dels fitxatges que amb més insistència va reclamar fou el d'Álvaro Novo. Després d'una llarga negociació, Novo va recalar finalment en l'Atlético de Madrid en el mes d'agost, podent fitxar així per un dels equips considerats grans del futbol espanyol. No obstant això a partir d'aquest moment la carrera professional de Novo va començar una trajectòria descendent.
En la seva primera campanya amb els matalassers Novo va jugar 32 partits i va marcar un gol. Va ser un jugador bastant utilitzat per Manzano i l'equip va fregar la classificació per a la Copa de la UEFA; però les expectatvies existents eren prou més altes, sobretot entre l'afició, la qual cosa l'hi va valdre xiulades a l'estadi Calderón.
La temporada següent, sense Manzano en l'equip i amb Cèsar Ferrando com a entrenador, Novo pràcticament va desaparèixer de les alineacions i solament va jugar 5 partits en Lliga. En l'estiu de 2005 va arribar a un acord amb l'Atlético de Madrid per a rescindir el seu contracte i va fitxar per la Reial Societat. La seva trajectòria en la Reial Societat també va ser de més a menys. En la seva primera temporada va tornar a tenir minuts, va jugar 33 partits de Lliga i va marcar 2 gols. Les coses anirien a molt pitjor en la temporada següent. Una vegada destituït el seu gran valedor en la Real, José Mari Bakero, el nou entrenador, Miguel Ángel Lotina li va fer jugar poc, al final sol va disputar 12 partits i va marcar 1 gol. L'equip va acabar descendint a Segona Divisió per primera vegada en 40 anys.
Encara que el club va intentar desfer-se de Novo per la seva alta fitxa en l'estiu de 2007, al no trobar el jugador cap oferta satisfactòria va acabar quedant-se en el club de cara a la temporada 2007-08 en Segona Divisió. Aquesta última campanya va jugar molt poc i tampoc va acceptar anar-se'n cedit en el mercat d'hivern. Va finalitzar el seu contracte amb la Reial Societat al juny de 2008.